# Mustalantto
Mustalantto är en sjö i Gällivare kommun i Lappland och ingår i Kalixälvens huvudavrinningsområde. Sjön har en area på 0,0724 kvadratkilometer och ligger 353 meter över havet.

## Delavrinningsområde
Mustalantto ingår i det delavrinningsområde (749355-173180) som SMHI kallar för Ovan Salmijoki. Medelhöjden är 395 meter över havet och ytan är 42,99 kvadratkilometer. Det finns inga avrinningsområden uppströms utan avrinningsområdet är högsta punkten. Lintujoki som avvattnar avrinningsområdet har biflödesordning 2, vilket innebär att vattnet flödar genom totalt 2 vattendrag innan det når havet efter 267 kilometer. Avrinningsområdet består mestadels av skog (75 procent) och sankmarker (22 procent). Avrinningsområdet har 1,53 kvadratkilometer vattenytor vilket ger det en sjöprocent på 3,6 procent.